# Гелена-Веллі-Саутіст (Монтана)
Гелена-Веллі-Саутіст (англ. Helena Valley Southeast) — переписна місцевість (CDP) в США, в окрузі Льюїс-енд-Кларк штату Монтана. Населення — 9168 осіб (2020).

## Географія
Гелена-Веллі-Саутіст розташована за координатами 46°37′9″ пн. ш. 111°55′2″ зх. д. / 46.61917° пн. ш. 111.91722° зх. д. (46.619071, -111.917089).  За даними Бюро перепису населення США в 2010 році переписна місцевість мала площу 37,30 км², з яких 37,08 км² — суходіл та 0,22 км² — водойми.

## Демографія
Згідно з переписом 2010 року, у переписній місцевості мешкало 8227 осіб у 3069 домогосподарствах у складі 2247 родин. Густота населення становила 221 особа/км².  Було 3157 помешкань (85/км²).
Расовий склад населення:
| - 92,6 % — білих - 2,8 % — корінних американців - 0,4 % — азіатів - 0,3 % — чорних або афроамериканців - 0,1 % — вихідців з тихоокеанських островів |

До двох чи більше рас належало 3,3 %. Частка іспаномовних становила 2,5 % від усіх жителів.
За віковим діапазоном населення розподілялося таким чином: 28,9 % — особи молодші 18 років, 62,9 % — особи у віці 18—64 років, 8,2 % — особи у віці 65 років та старші. Медіана віку мешканця становила 34,6 року. На 100 осіб жіночої статі у переписній місцевості припадало 101,2 чоловіків;  на 100 жінок у віці від 18 років та старших — 97,6 чоловіків також старших 18 років.
Середній дохід на одне домашнє господарство  становив 61 806 доларів США (медіана — 54 223), а середній дохід на одну сім'ю — 65 812 долари (медіана — 66 599). Медіана доходів становила 40 833 долари для чоловіків та 31 500 доларів для жінок. За межею бідності перебувало 10,4 % осіб, у тому числі 13,1 % дітей у віці до 18 років та 5,4 % осіб у віці 65 років та старших.
Цивільне працевлаштоване населення становило 4212 особи. Основні галузі зайнятості: освіта, охорона здоров'я та соціальна допомога — 18,6 %, публічна адміністрація — 17,3 %, мистецтво, розваги та відпочинок — 14,0 %, науковці, спеціалісти, менеджери — 12,2 %.